# Некрасов, Виктор Васильевич
Виктор Васильевич Некрасов (1931—1995) — начальник ЦКБ Красногорского механического завода, генеральный конструктор по бортовым фотографическим и оптико-электронным системам для космических комплексов, лауреат государственных премий.

## Биография
Родился 4 февраля 1931 года в Зубцове.
Окончил Зубцовскую среднюю школу (1950) и Московское высшее техническое училище им. Баумана (1956).
С 1957 года работал в ЦКБ Красногорского механического завода в должностях от конструктора до начальника отделения № 5 (1975—1976, разработка аэрофотоаппаратуры) и начальника ЦКБ (с 1976).
Генеральный конструктор по бортовым фотографическим и оптико-электронным системам для космических комплексов.
Доктор технических наук, профессор МГТУ им. Баумана, автор более 200 научных трудов и 63 изобретений.
Умер 22 ноября 1995 года. Похоронен в Зубцове, где одна из улиц названа его именем.

## Звания и награды
Лауреат Ленинской (1988) и Государственных премий СССР и РФ (1971,1981, 1993). Награждён орденом Трудового Красного Знамени.